# Teinostoma minusculum
Teinostoma minusculum är en snäckart som först beskrevs av Bush 1897.  Teinostoma minusculum ingår i släktet Teinostoma och familjen Vitrinellidae. Inga underarter finns listade i Catalogue of Life.